# Merchandise Mart (Metro de Chicago)
Merchandise Mart es una estación en las líneas Marrón y Púrpura del Metro de Chicago. La estación se encuentra localizada en 350 North Wells Street en Chicago, Illinois. La estación Merchandise Mart fue inaugurada el 5 de diciembre de 1930.  La Autoridad de Tránsito de Chicago es la encargada por el mantenimiento y administración de la estación.

## Descripción
La estación Merchandise Mart cuenta con 2 plataformas laterales y 2 vías. 

## Conexiones
La estación es abastecida por las siguientes conexiones de autobuses: 
- Rutas del CTA Buses:#11 Lincoln/Sedgwick #125 Water Tower Express